# سامول کاراپتیان (بازرگان)
سامول کاراپتیان (ارمنی: Սամվել Կարապետյան؛ زادهٔ ۳۱ ژوئیهٔ ۱۹۶۵) یک بازرگان اهل ارمنستان است.
وی در سال ۱۹۸۶ از دانشگاه پلی‌تکنیک ارمنستان فارغ‌التحصیل شده‌است. در سال ۱۹۹۱ کاراپتیان «تاشیر گروپ» را بنیانگذاری نمود. وی متأهل می‌باشد و صاحب دو پسر و یک دختر است.
وی برندهٔ جوایزی همچون نشان مسروپ ماشتوتس شده‌است.